# Cichostów-Kolonia
Cichostów-Kolonia – wieś w Polsce położona w województwie lubelskim, w powiecie parczewskim, w gminie Milanów.
Nazwę i rodzaj miejscowości ustalono z 1 stycznia 2016 r.
W latach 1975–1998 miejscowość administracyjnie należała do województwa bialskopodlaskiego.
Wierni Kościoła rzymskokatolickiego należą do parafii Niepokalanego Poczęcia Najświętszej Maryi Panny w Milanowie.